# Pandanus helicopus
Pandanus helicopus là một loài thực vật có hoa trong họ Dứa dại. Loài này được Kurz ex Miq. miêu tả khoa học đầu tiên năm 1865.